# Río Cartama
El río Cartama es un río colombiano afluente del Cauca que discurre de sur a norte en el Suroeste antioqueño, y sirve de límite entre los municipios de Támesis (al oeste) y Valparaíso (al este), además de dar nombre a la Provincia del Cartama.

## Cuenca
El río Cartama nace en el Alto de Morro Plancho entre los municipios de Támesis y Jardín a unos 3000 m s. n. m. Sus principales afluentes, son el río Conde, que viene del municipio de Caramanta, en un curso paralelo al Cartama; los ríos Claro, San Antonio y  Frío, que vienen de Támesis.
Es uno de los más importante de la subregión del Suroeste y está ubicado en una zona de gran interés turístico.
El Cartama posee una amplia cuenca distribuida en el sur de Antioquia, con gran oferta hídrica, protegida a nivel institucional por el distrito de manejo integrado Cuchilla Jardín-Támesis. Desemboca a 582 m s. n. m. en la troncal del Cauca al río homónimo.